# Grüner Veltliner
Grüner Veltliner, gruner veltliner, veltlínske zelené – biały szczep winorośli, pochodzący z Austrii, gdzie jest najważniejszą odmianą (29,4% winnic w 2009), choć spotyka się również teorię o pochodzeniu z Włoch. Wino produkowane z tych gron, szczególnie w postaci młodego wina, jest często serwowane w wiedeńskich heurigerach. W niewielkich ilościach produkuje się z nich również wino musujące. Poza tym jest uprawiany w innych krajach Europy Środkowej, a na mniejszą skalę w Nowym Świecie.

## Charakterystyka
Grüner veltliner jest naturalną krzyżówką odmiany traminer (savagnin) i niemal wymarłej st. georgener. Mimo podobieństwa nazwy nie jest spokrewniony z odmianami 'Roter Veltiner' i 'Frühroter Veltliner'. Odmiana grauer veltliner jest jedynie mutacją kolorystyczną grüner veltlinera.
Kiście są średnioduże albo duże, stożkowate, z dużymi zielonożółtymi jagodami, od których pochodzi nazwa (grün – zielony). Liście są średniej wielkości, nieco owłosione od spodu. Silnie owłosiony jest stożek wzrostu. Dojrzewa średnio późno.
Najlepiej udaje się na glebach lessowych i piaszczystych, rośnie także na glinie i glebach wapiennych.

## Wina

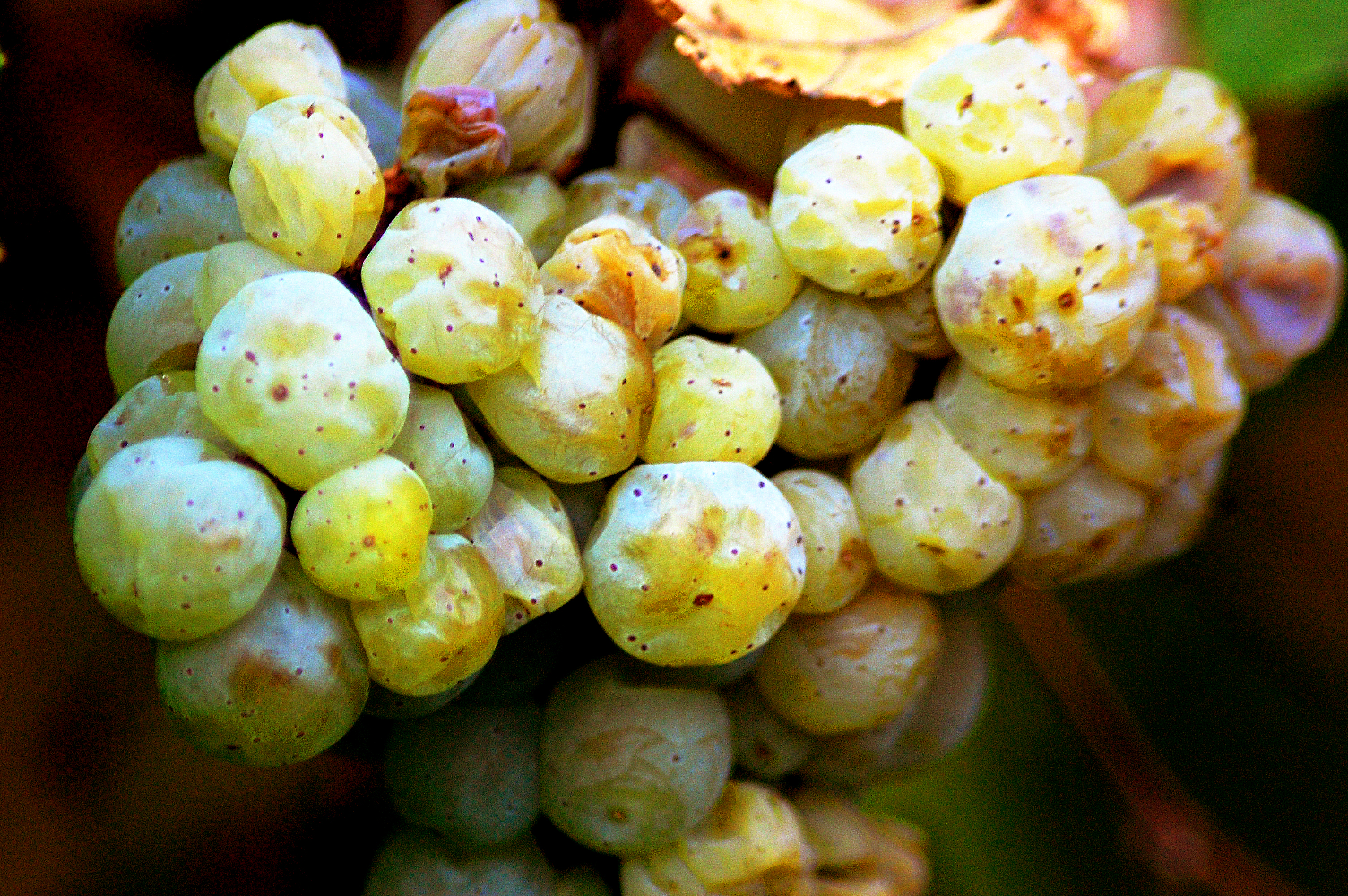
Obsychająca kiść grüner veltlinera

W zależności od technologii tłoczenia wina z odmiany grüner veltliner mogą powstawać zarówno proste, młode wina sprzedawane w heurigerach, jak i pełne w smaku trunki zdolne do leżakowania. Trwałość szacuje się wtedy na 3-10 lat. Veltliner jest odmianą plenną (do 100 hl/ha), z której by uzyskać bardziej skoncentrowane w aromacie i smaku wina konieczne jest ograniczanie zbiorów.
Uważany za najlepszy szczep pod względem jakości w Austrii.
Za najlepsze wina uchodzą te z regionu Wachau, wyróżniające się wyraźną kwasowością, pikantnym smakiem, porównywanym do świeżo zmielonego białego pieprzu. Typowe wina są świeże, zrównoważone, lekko owocowe. W nucie smakowej pojawia się grejpfrut i koper lub nuty cytrusowo-mineralne.
W Austrii wina wytwarzane z grüner veltliner w określonych regionach i spełniające kryteria jakościowe mają prawo do oznaczeń Weinviertel DAC (pierwsza apelacja w Austrii), Traisental DAC, Kremstal DAC, Kamptal DAC.

## Rozpowszechnienie
Grüner veltliner jest podstawową odmianą winogron spośród uprawianych w Austrii, a także najważniejszym szczepem eksportowym, obok eleganckich rieslingów. Z uprawy odmiany najbardziej znana jest Dolna Austria: region Wachau, dolina Dunaju i okolice miasta Krems (Kremstal). Jakość nie przekłada się jeszcze na popularność. Jeden z producentów z okolicy Krems oferuje jednoodmianowe wino z 150-letnich krzewów (2012), z prawdopodobnie najstarszej winnicy w Austrii.
Jako veltlínske zelené jest ważną odmianą na Słowacji, którą obsadzonych jest ok. 20% winnic. Pewną rolę odgrywa także w morawskim regionie winiarskim, w pobliżu granicy austriackiej.
Winnice na Węgrzech obsadzone szczepem liczyły pod koniec I dziesięciolecia XX w. 1439 ha. Używa się nazwy zöld veltlini, będącej dosłownym tłumaczeniem austriackiej nazwy.
We północnych Włoszech jest spotykany jako veltliner m.in. w Valle Isarco (niem. Eisacktal), gdzie jest podstawą jednoodmianowych win apelacji Alto Adige Valle Isarco DOC Veltliner. Nie jest uprawiany w innych regionach Włoch.
Niewielkie uprawy istnieją w Niemczech (okolice Plochingen), w Bułgarii, Szwajcarii, Australii (od 2009), Nowej Zelandii i na zachodnim wybrzeżu Stanów Zjednoczonych (Oregon, Kalifornia). We Francji istnieją eksperymentalne nasadzenia.

## Zestawienia kulinarne
Grüner veltliner lub riesling jest podstawą austriackiej zupy weinsuppe, gotowanej z wywarem wołowym, papryką i śmietaną.
Specyficzny charakter grüner veltlinera sprawia, że w Austrii jest popularnym winem do sznycla wiedeńskiego i niektórych dań mięsnych, wbrew regułom typowym dla krajów zachodnich.
Słodsze wino Auslese z grüner veltlinera albo gewürztraminera jest polecane jako kompan świeżych truskawek z niewielką ilością mielonego pieprzu.

## Synonimy
Podstawowe synonimy to grüner, grünmuskateller, veltliner, weissgipfler, veltlínské zelené (Czechy), veltlínske zelené (Słowacja), zöld veltlini (Węgry).